# Mississauga Steelheads
Die Mississauga Steelheads sind ein kanadisches Eishockeyfranchise aus Mississauga in der Provinz Ontario. Das Team entstand im Mai 2012 aus den Mississauga St. Michael’s Majors und spielt seit der Saison 2012/13 in einer der drei höchsten kanadischen Major-Junior-Eishockeyligen, der Ontario Hockey League (OHL).

## Geschichte
Im Mai 2012 wurden die Mississauga St. Michael’s Majors von Teambesitzer Eugene Melnyk an die Mississauger Unternehmer Elliott Kerr und David Livingston verkauft. Anschließend beteiligten sich mehr als 1400 Menschen an der Abstimmung für einen neuen Franchisenamen. Nach zwei Wochen und über 110 unterschiedlichen Vorschlägen wurde am 24. Mai 2012 schließlich der neue Beiname Steelheads ausgewählt. Der Name lehnt sich an die so genannte Steelheadforelle an, die unter anderem im örtlichen Credit River beheimatet ist. Der Fisch ziert auch das erste Logo des Teams, das eine Woche darauf veröffentlicht wurde.
Die Steelheads nahmen in der Ontario-Hockey-League-Saison 2012/13 den Spielbetrieb auf und erreichten in ihrer ersten Spielzeit mit einem achten Platz in der OHL Eastern Conference die Qualifikation für die Play-offs, wo sie in der ersten Runde den Belleville Bulls unterlagen.

## Saisonstatistik
Abkürzungen: GP = Spiele, W = Siege, L = Niederlagen, T = Unentschieden, OTL = Niederlagen nach Overtime SOL = Niederlagen nach Shootout, Pts = Punkte, GF = Erzielte Tore, GA = Gegentore, PIM = Strafminuten
| Saison  | GP  | W  | L  | OTL | SOL | Pts | GF  | GA  | PIM  | Platz               | Play-offs                                                                                |
| 2012/13 | 68  | 26 | 34 | 0   | 8   | 60  | 179 | 221 | 913  | 5, Central Division | Niederlage im Conference-Viertelfinale, 2:4 (Belleville)                                 |
| 2013/14 | 68  | 24 | 38 | 1   | 5   | 54  | 167 | 267 | 974  | 5, Central Division | Niederlage im Conference-Viertelfinale, 0:4 (Oshawa)                                     |
| Gesamt  | 136 | 50 | 72 | 1   | 13  | 346 | 179 | 488 | 1887 |                     | 2 Play-off-Teilnahmen 2 Serien: 0 Siege, 2 Niederlagen 10 Spiele: 2 Siege, 8 Niederlagen |